# Bomba Mark 117
Mark 117 (lub M117) – amerykańska bomba lotnicza ogólnego przeznaczenia.
Skonstruowana na początku lat 50. XX wieku i używana masowo podczas wojny w Korei.
Masa nominalna bomby Mark 117 wynosi 750 funtów (343 kg), ale masa całkowita zależy od masy zapalnika oraz od systemów spowalniających opadanie i wynosi do 820 funtów (373 kg). Bomba ma postać opływowego stalowego kadłuba wypełnionego ładunkiem tritonalu (80% trotylu i 20% proszku aluminiowego) lub minolu 2 o masie 402 funtów (183 kg). Urządzenie detonujące stanowią dwa zapalniki: nosowy i ogonowy zasilane z prądnicy napędzanej turbinką obracającą się pod wpływem oporu powietrza.
Od lat 50. do 70. XX wieku stanowiła ona standardowe uzbrojenie bombowe samolotów F-100 Super Sabre, F-104 Starfighter, F-105 Thunderchief, General Dynamics F-111 i F-4 Phantom II, ale obecnie są przenoszone tylko przez należące do USAF ciężkie bombowce, takie jak B-52 Stratofortress. Inne samoloty przenoszą bomby serii Mark 80 (najczęściej Mk 82 lub Mk 83 także w wersjach z urządzeniami naprowadzającymi). Bombowce B-52 zrzuciły 44660 sztuk bomb Mark 117 podczas wojny w Zatoce Perskiej w 1991 roku.
Bomby M117 użyto jako bazy do konstrukcji bomby chemicznej MC-1 wypełnionej sarinem. Bomba MC-1 nigdy nie została użyta bojowo, chociaż nadal pozostaje na uzbrojeniu armii amerykańskiej.
Ostatnia bomba Mark 117 została zrzucona 26 czerwca 2015 na wyspę Guam z bombowca B-52. Wydarzenie to zostało nazwane operacją „Blast from the Past”.